# Ay amor (álbum)
Ay Amor es el título del 12º álbum de estudio grabado por el cantante y compositor español Víctor Manuel. Lanzado por el sello discográfico CBS Records en 1981, contó con la producción de Danilo Vaona. Algunas canciones destacadas del álbum son "Ay Amor" y una nueva version del tema "Quiero abrazarte tanto" grabada originalmente en 1970 e incluida en su primer álbum homónimo.

## Lista de Canciones
Todas las canciones escritas y compuestas por Víctor Manuel.

| Cara 1 |                                             |          |  |
| N.º    | Título                                      | Duración |  |
| 1.     | «Pareces Transparente»                      | 3:18     |  |
| 2.     | «Ay Amor»                                   | 3:15     |  |
| 3.     | «De Una Sola Manera Se Pronuncia Tu Nombre» | 3:02     |  |
| 4.     | «El Cobarde»                                | 3:39     |  |
| 5.     | «De Cudillero»                              | 3:58     |  |

| Cara 2 |                          |          |  |
| N.º    | Título                   | Duración |  |
| 1.     | «Todo Lo Que Amo»        | 3:21     |  |
| 2.     | «Trasgu»                 | 3:35     |  |
| 3.     | «Quiero abrazarte tanto» | 3:05     |  |
| 4.     | «La Sirena»              | 3:16     |  |
| 5.     | «Esto No Es Una Canción» | 2:24     |  |
| 6.     | «Duerme Neñín»           | 2:57     |  |